# Sant Miquel de Pobellà
Sant Miquel de Pobellà és una església amb elements neoclàssics de la Torre de Cabdella (Pallars Jussà) inclosa a l'Inventari del Patrimoni Arquitectònic de Catalunya.

## Descripció
Església de planta rectangular amb capelles i sagristia adossades als laterals. Ha estat molt modificada, la porta és rectangular en el costat de migdia, protegida per un voladís de la nova coberta d'uralita. Una finestreta quadrada il·luminada el cor per ponent. A la cantonada de ponent s'aixeca a sobre un campanar de secció quadrada amb quatre finestres i coberta a quatre vessants amb doble pendent i encara amb lloses de pissarra. Una petita creu de ferro el remata.